# Принц Мунетака
Принц Мунетака (15 грудня 1242 — 2 вересня 1274) — 6-й очільник Камакурського сьогунату в 1252—1266 роках.

## Життєпис
Належав до Імператорського дому. Був п'ятим сином імператора Ґо-Саґи. Його матір'ю була представниця роду Тайра — Мунеко.
Народився у 1242 році.
1244 року надано титул принца.
У 1252 році після повалення сьоґуна Кудзьо Йоріцуґу сіккен Ходзьо Токійорі поставив Мунетаку новим очільником Камакурського сьогунату, втім фактична влада перебувала у Ходзьо.
1265 року призначено накацукаса-сьо (Центральним міністром — головним серед Восьми міністерств).
У 1266 році за підтримки буддистських ченців на чолі із Рьокі організував змову проти роду Ходзьо з метою встановлення власної реальної влади. Втім змову було викрито, Мунетаку позбавлено посади та відправлено до Кіото під нагляд тамтешнього представництва сіккена в палаці Рокухара. Новим сьогуном став старший син Мунетаки — принц Кореясу.
У 1272 році йому дозволили залишити Кіото й стати ченцем під ім'ям Ґьосьо. Помер у 1274 році.

## Родина
1. Дружина — Коное Сайко.
Діти:
- Кореясу (1264—1326), 7-й сьогун періоду Камакури
- донька, дружина імператора Ґо-Уда

2. Наложниця — Хорікава но Цунобе.
Діти:
- Мідзуко-дзьо (1272—1393), дружина імператора Ґо-Уда
- Сукеясу